# Shin Young-Suk
Shin Young-Suk (nascut el 17 de desembre de 1964, és un exjugador d'handbol sud-coreà, que va competir als Jocs Olímpics d'Estiu de 1988.
A l'Olimpíada de 1988 hi va guanyar la medalla d'argent amb la selecció de Corea del Sud. Hi va jugar tots sis partits, i hi va marcar nou gols.